# Utilitarismo
L'utilitarismo (dal latino utilis, utile) è una dottrina filosofica di natura etica secondo la quale il bene si identifica con l'utile. Indica anche una particolare corrente fondata da Jeremy Bentham, il quale pensa che un'azione sia buona, cioè utile, se produce il più alto grado di felicità per il maggior numero possibile di esseri senzienti, dove per "felicità" si intende la presenza di piacere e l'assenza di dolore.

## Generalità

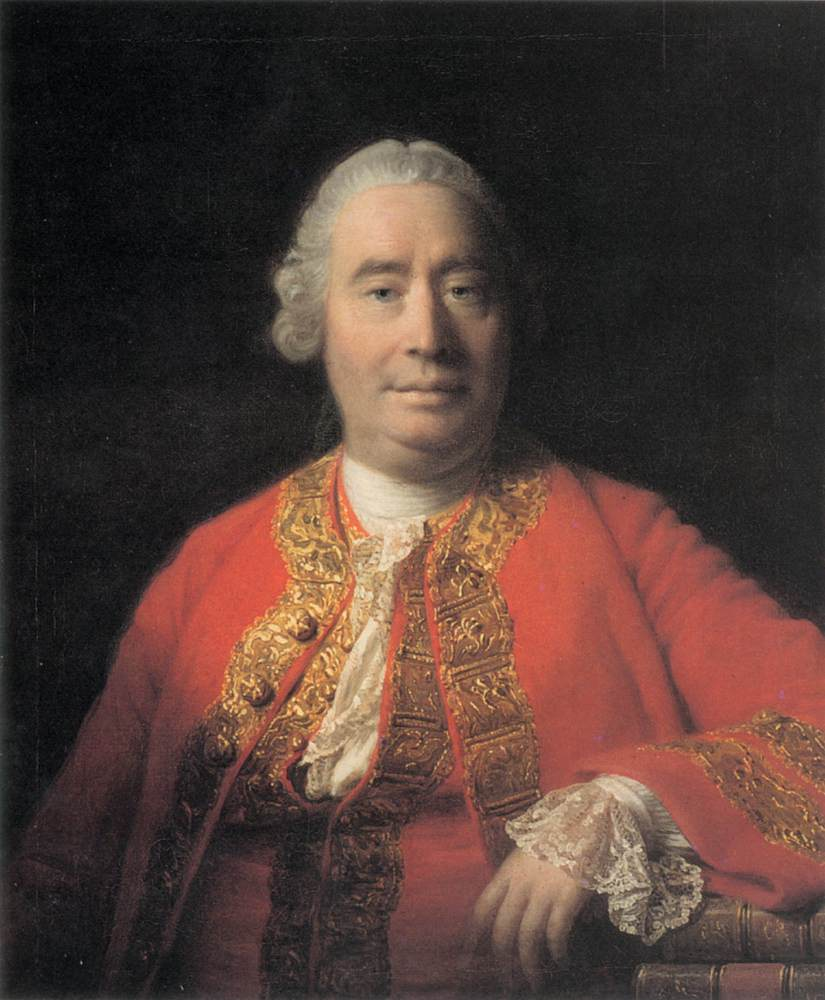
David Hume, filosofo scozzese

Nel pensiero greco sono considerati utilitaristici filosofi come Protagora e, per certi versi, Epicuro, successivamente posizioni simili furono sviluppate dall'abate Galiani, da David Hume e Helvétius.
L'utilitarismo trova una formulazione compiuta nel XVIII secolo a opera di Jeremy Bentham, il quale definì l'utilità come ciò che produce vantaggio rendendo minimo il dolore e massimo il piacere. Egli fa dell'etica una scienza quantificabile introducendo il concetto di algebra morale o “calcolo felicifico”.
Il suo pensiero fu ripreso da John Stuart Mill, che nella sua opera intitolata Utilitarismo, del 1861, relativizza la quantità di piacere al grado di raffinatezza dell'individuo.
Mantenendo l'analisi al livello individuale, un agente posto di fronte a una scelta tra N alternative sarà portato a scegliere quella che ne massimizza la felicità (utilità).
L'analisi, però, si può estendere a livello complessivo. Nella formulazione originaria, infatti, l'utilità è una misura cardinale (o additiva) della felicità; essa è perciò aggregabile mediante l'operazione di somma. È quindi possibile misurare il "benessere sociale", definendolo come somma delle singole utilità degli individui appartenenti alla società.
L'utilità diventa perciò il perno del ragionamento etico, e la sua diretta applicazione è che diversi stati sociali (nel senso di welfare state) risultano comparabili a seconda del livello di utilità globale da essi generati, intesi come aggregazione del grado di utilità raggiunto dai singoli.
Finalità della giustizia è la massimizzazione del benessere sociale, quindi la massimizzazione della somma delle utilità dei singoli, secondo il noto motto benthamiano: "Il massimo della felicità per il massimo numero di persone."
L'utilitarismo è quindi una teoria della giustizia secondo la quale è "giusto" compiere l'atto che, tra le alternative, massimizza la felicità complessiva, misurata tramite l'utilità.
Non hanno rilevanza invece considerazioni riguardo alla moralità dell'atto, o alla doverosità, né l'etica supererogatoria. Non vi è alcun giudizio morale aprioristico. Si prenda ad esempio l'omicidio: questo atto può essere considerato "giusto" allorquando comporti come conseguenza uno stato sociale con maggiore utilità totale. Difatti potrebbe succedere che un solo individuo perda utilità dalla propria morte, allorché gli altri membri della comunità guadagnino in utilità dalla sua scomparsa.
Per tale ragione, si attribuisce all'utilitarismo una visione della giustizia di tipo consequenzialistico (altrimenti detto end-state oriented, o non aprioristico): la giustificazione di una scelta dipende dal risultato (in termini di utilità-felicità) che comporta per gli esseri sensibili.
L'unico presupposto aprioristico dell'utilitarismo è l'imparzialità: le varie utilità di ciascun individuo sono sommate, per formare l'utilità dello stato sociale, senza pesi di ponderazione; in altri termini ogni situazione contingente, ogni punto di vista ha eguale valore nella funzione di aggregazione del benessere sociale.
Avendo definito giusto ciò che massimizza l'utilità, ne deriva una visione di giustizia di tipo allocativo, dove la giustizia è definita come la gestione efficiente dell'utilità sociale.
L'utilitarismo è una dottrina dell'obbligo morale (perché, di fronte a diverse prospettive d'azione, impone la scelta di quella che produce più benessere), del valore morale (un atto ha valore morale se produce benessere), è prescrittiva (perché indica agli uomini quel che essi devono fare) ma può essere altresì descrittiva (perché cerca di indicare le motivazioni interiori che spingono gli uomini ad agire: la ricerca del benessere o felicità). In chiave contemporanea, l'utilitarismo è in genere caratterizzato dal consequenzialismo, dal welfarismo, dall'assioma dell'ordinamento-somma (secondo il quale va massimizzata la somma totale delle utilità individuali dei soggetti coinvolti) e si distingue per il suo carattere universale (poiché l'utilità massimizzata deve andare a vantaggio del maggior numero possibile di individui). Infine, l'utilitarismo è una dottrina monistica, in quanto indica un unico criterio (la promozione dell'utile) quale motivazione dell'azione. Uno dei precursori dell'utilitarismo, Francis Hutcheson, nell'opera An Inquiry Concerning Moral Good and Evil (1725), nel cap. III § 8, afferma infatti che "la migliore azione possibile è quella che procura la maggiore felicità per il maggior numero; e la peggiore quella che, similmente, genera la miseria".

## Utilitarismo classico

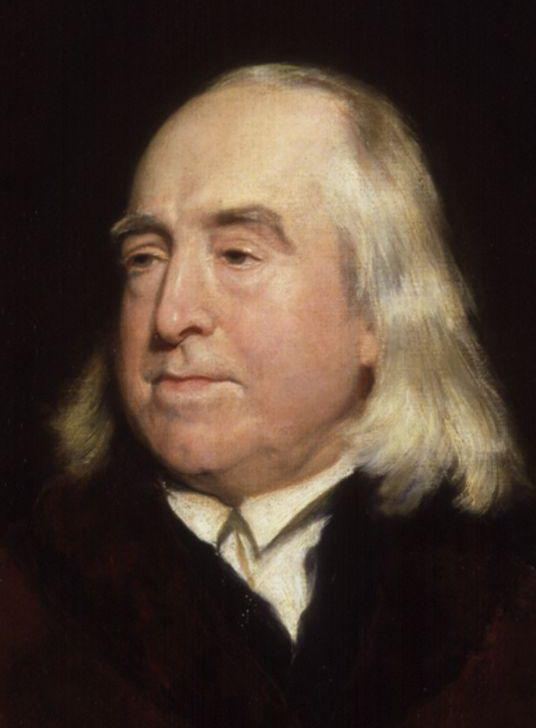
Jeremy Bentham

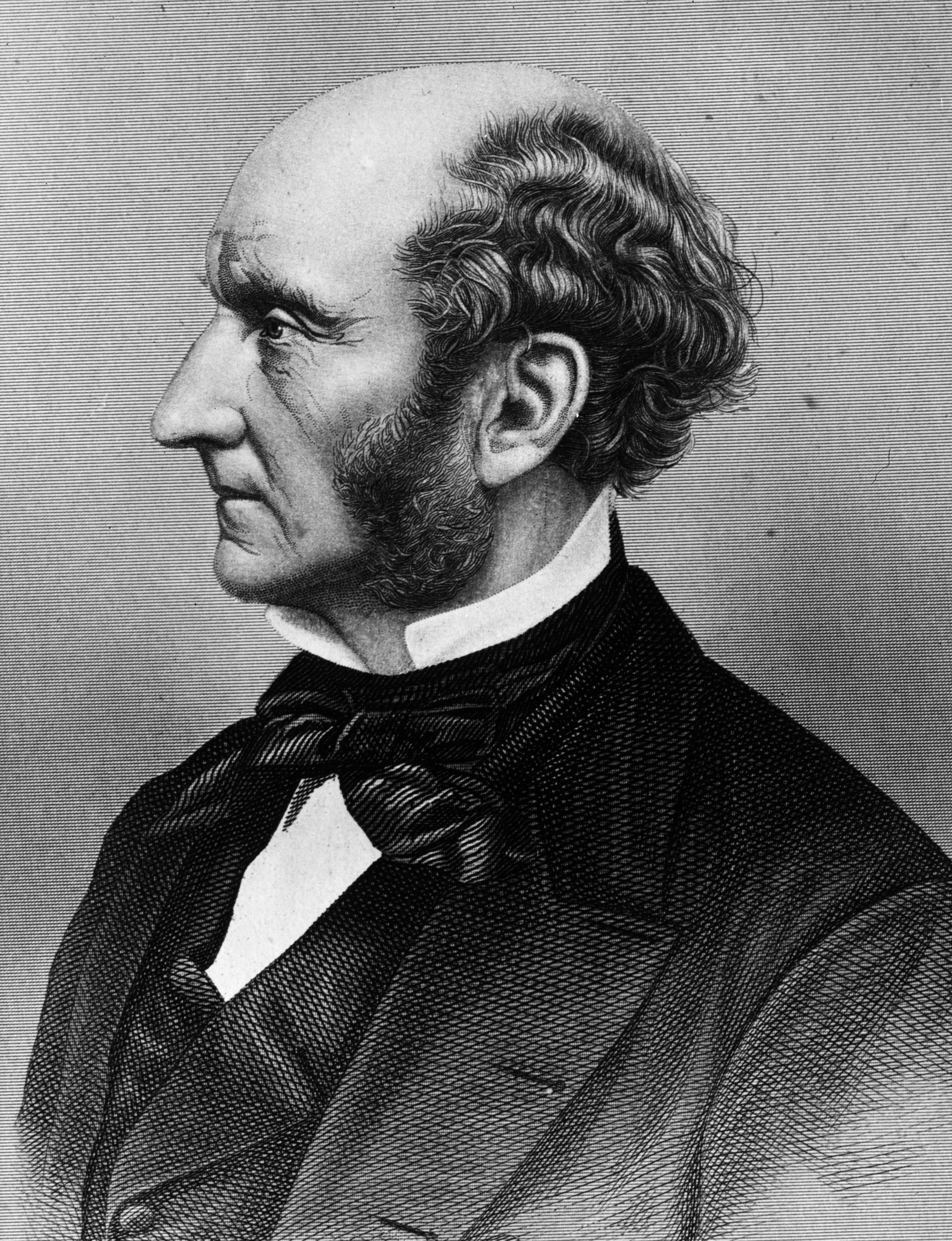
John Stuart Mill

Sin dalla fine del XVIII secolo, l'utilitarismo ha avuto ampia diffusione perché ha notevolmente semplificato le modalità di valutazione delle azioni: infatti, nei primi utilitaristi come Jeremy Bentham (1749-1832) e John Stuart Mill (1806-1873), la valutazione morale di un atto è ricondotta alla sua capacità di produrre felicità o piacere, senza alcun riferimento a leggi divine o a presupposti metafisici cui esso avrebbe dovuto conformarsi. Infatti, entrambi gli autori, seppure in modi diversi, sostengono che la ricerca dell'azione più utile può essere oggetto di un vero e proprio calcolo matematico, poiché l'utilità è una grandezza oggettiva e misurabile. Per di più, in questi autori l'utilitarismo, proprio per la sua agevole applicazione, diventa un principio guida della condotta anche per l'economia, il diritto e la politica.
Il principio guida dell'utilitarismo ottocentesco, definito classico, è l'edonismo psicologico, ossia l'idea per cui ciò che va massimizzato è il piacere degli individui, dato che regola la condotta e la produzione di stati interiori piacevoli: 
(Bentham)
Va aggiunto tuttavia che Mill, rispetto a Bentham, opera tre cambiamenti significativi: 
1. sostituisce alla nozione di "piacere" quella di "felicità" (dato che il piacere sarebbe una nozione riduttiva e non in grado di restituire l'ampiezza e la varietà dei comportamenti individuali);
2. sostiene la distinzione qualitativa dei piaceri;
3. fonda il principio di utilità sul sentimento di giustizia.

Per quel che riguarda il punto 2, va detto che per Bentham i piaceri si distinguevano in base all'intensità, alla durata, ma non vi era a priori un piacere migliore di un altro; Mill pensa invece che 
Di conseguenza, coloro che sono avvezzi a sperimentare i piaceri più elevati sono gli individui più qualificati per stabilire quali piaceri possono contribuire al meglio alla promozione della felicità generale e all'educazione degli altri individui. 
Infine (punto 3), Mill, a differenza di Bentham, non è ottimisticamente convinto che gli individui, una volta compresi i vantaggi del principio di utilità, lo seguirebbero fedelmente, diventando capaci di comprendere quando è doveroso anteporre il benessere della comunità al proprio piacere personale. Egli non pensa che sia sempre vero che gli individui sono al fondo ben disposti alla benevolenza. Per questo, Mill ritiene che il principio di utilità, benché non bisognoso di dimostrazione, necessiti comunque di una fondazione, secondo lui garantita dal comune sentimento di giustizia, un sentimento in parte innato negli uomini e in parte rafforzabile attraverso l'educazione, operata dagli altri individui e dalle istituzioni della società.

## Riflessione di Sidgwick

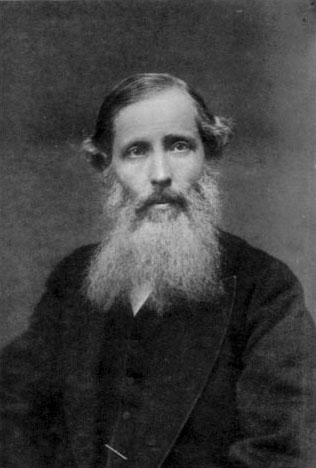
Henry Sidgwick

L'opera The Methods of Ethics (1874) di Henry Sidgwick (1838-1900) mette in discussione l'utilitarismo classico, aprendo le porte al successivo ripensamento di questa dottrina. Sidgwick pensa infatti che l'edonismo psicologico non possa essere un principio morale in grado di prescrivere le azioni giacché si limita solo a descrivere quel che di fatto gli individui desiderano, ma non dice quel che essi devono desiderare. Sidgwick sostiene invece l'edonismo etico, il quale non fa alcuna ipotesi su cosa effettivamente gli uomini ricercano, ma afferma che è bene ciò che è piacevole e male ciò che non lo è. 
Si è detto inoltre che gli utilitaristi classici sostenevano che il principio di utilità fosse basato su una motivazione interiore (la ricerca della felicità) connaturata alla nostra indole da non avere bisogno di alcuna compiuta dimostrazione; Sidgwick invece pensa che tale dimostrazione vada operata, riconoscendo che il principio di utilità è un principio etico (e non psicologico) che indica una procedura razionale diretta a un fine intuitivamente chiaro (la felicità generale).
Più in particolare, analizzando quelli che lui ritiene i tre metodi dell'etica più significativi (edonismo egoistico, intuizionismo e utilitarismo o edonismo universalistico), Sidgwick sostiene che l'utilitarismo definito da Bentham e Mill non può porsi come il supremo principio morale. Infatti, a un'approfondita analisi filosofica, risulta evidente l'impossibilità di dimostrare che l'utilitarismo debba sempre sopravanzare l'egoismo. Quest'ultimo, se inteso come self-love (amore di sé), risulta un principio morale legittimo in gran parte dei casi. Infatti, se l'egoista afferma che è per lui ragionevole promuovere il proprio bene, senza pretendere che tutti gli altri debbano fare la stessa cosa, egli sostiene una cosa legittima e difficilmente contestabile. L'utilitarismo invece ha una tendenza universalistica, in quanto intende stabilire che tutti dovrebbero cercare di promuovere la felicità generale: ed è più difficile mostrare la fondatezza di un principio morale che si voglia fare valere per tutti (la felicità generale), piuttosto che di un principio (la felicità personale) che valga per un solo individuo. D'altra parte, se permane tale contraddizione (contraddizione che nell'etica di Sidgwick sembra peraltro insanabile, v. dualismo della ragion pratica) tra egoismo e utilitarismo, l'etica si mostrerà non pienamente razionale. Sidgwick invece vorrebbe costruire un sistema etico perfettamente coerente nei suoi principi di base: la razionalità di un sistema morale è infatti per lui sinonimo di coerenza piena tra, e con, i suoi principi di base. 
Per superare questa contraddizione, l'autore afferma che l'utilitarismo dovrebbe integrarsi con il terzo metodo dell'etica, ossia con l'intuizionismo, acquisendo perciò i caratteri di una teoria etica fondata su principi autoevidenti, ossia veri di per sé, non retti da altri principi e che non incontrano limitazioni nella propria applicazione pratica. Va detto che l'espressione "etica intuizionista" è genericamente impiegata da Sidgwick per indicare quelle dottrine etiche che postulano l'esistenza di principi validi a priori, e che vanno attuati incondizionatamente, senza considerare i loro effetti: un esempio di dottrina intuizionista è rappresentato dalla morale di senso comune.
Tuttavia secondo Sidgwick l'intuizionismo non può essere una dottrina morale: non è infatti possibile agire ignorando sempre le conseguenze dei propri atti e le particolari circostanze in cui ci si muove: è anzi moralmente doveroso valutare le caratteristiche fattuali delle situazioni nelle quali si opera e l'utilitarismo possiede questa duttilità. Per questo, l'intuizionismo ha un valore soprattutto teorico e fondativo, non direttamente morale, in quanto è vero che i fini dell'azione per Sidgwick devono essere immediatamente evidenti, ma è l'utilitarismo, nel suo essere dottrina prescrittiva, che deve praticamente determinare quale è la condotta migliore per raggiungere quei fini. Ora, le virtù (giustizia, benevolenza, dovere) che la morale di senso comune propone come principi assoluti ed evidenti e la cui realizzazione essa giudica prioritaria, non sono in realtà effettivamente tali, perché ci sono delle circostanze nelle quali la loro piena attuazione risulta impossibile. 
Di contro, il principio che impone di compiere l'azione che incrementa il benessere è il solo realmente autoevidente, perché non incontra limiti nella propria applicazione, è facilmente comprensibile ed è duttile perché in grado di considerare le caratteristiche empiriche della circostanze in cui si agisce. Quindi, le credenze morali della morale di senso comune vanno seguite perché comunque rappresentano un patrimonio sedimentato di coscienza morale collettiva; tuttavia, solo l'utilitarismo può rendere tali credenze certe e razionali, perché la morale tradizionale le offre in forma grezza, senza giustificarle. Dunque, tali regole generali ("non mentire", "non rubare" ecc.) sono accettate anche dall'utilitarismo, ma solo se vengono fondate da un principio etico a loro superiore in validità, realmente autoevidente, ovvero il principio che impone come fine dell'azione la produzione della maggior quantità di benessere complessivo: 
Va detto che una critica non dissimile giungeva anche da Francis Herbert Bradley (1845-1924), esponente dell'idealismo anglosassone. Egli critica l'utilitarismo poiché il fondamento della moralità di un atto verrebbe posto in un elemento esteriore rispetto alla coscienza dell'individuo: un atto avrebbe un valore non intrinseco, bensì estrinseco, connesso alle sole conseguenze da esso prodotte, e l'approvazione da parte della coscienza diverrebbe un elemento secondario nella valutazione dell'atto, mentre l'elemento primario della valutazione sarebbe la felicità ottenibile dall'atto stesso.

## Utilitarismo all'inizio del Novecento
La messa in evidenza da parte di Sidgwick della contraddizione costitutiva tra egoismo e utilitarismo e della necessità di operare un'analisi dei fondamenti della teoria morale prima di fornire indicazioni per la condotta, viene ulteriormente sviluppata da George Edward Moore (1873-1958), il quale sostiene che il filosofo morale deve soprattutto dedicarsi ad analizzare il significato dei termini morali fondamentali, come "buono". In questo senso, dato che Moore ritiene che "buono" sia una nozione morale immediatamente chiara e non definibile, egli sostiene che definire "buono" attraverso l'espressione "ciò che produce piacere", alla maniera degli utilitaristi, significa compiere una fallacia naturalistica. 
A livello normativo, Moore critica l'utilitarismo classico che sostiene che noi abbiamo sempre per fine un piacere (o la felicità), perché è evidente che desideriamo altre cose: lo stato di piacere che può eventualmente accompagnarle non può essere il solo fine della nostra azione. Moore può essere comunque considerato un utilitarista perché vuole privilegiare quei comportamenti che conducono a un incremento del benessere della società, solo che tali azioni non portano al piacere, ma a fini ideali quali la saggezza, la conoscenza, l'amicizia e il godimento estetico, i quali sono dotati di un valore intrinseco: 
Tuttavia, l'utilitarismo di Moore non sembra risolvere il problema di fondo dell'utilitarismo edonista. Per esempio, tra gli autori appartenenti all'intuizionismo etico anglosassone, William David Ross (1877-1971) mette in evidenza che l'utilitarismo ignora il carattere personale del dovere. Per l'utilitarismo, infatti, poiché contano solo le conseguenze degli atti, non sembra essere importante quale sia l'identità della persona che agisce o di quella che subisce l'azione o il fatto che una certa persona avrebbe diritto all'azione benefica più di un'altra, perché ha bisogni diversi (per esempio è più povera). Inoltre, aggiunge Ross, "appare chiaro che il piacere non sia la sola cosa nella vita che noi riteniamo sia buona in se stessa".

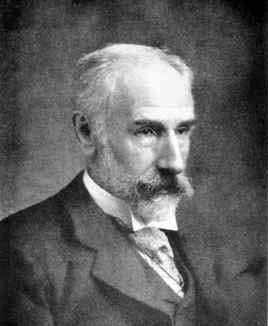
Francis Ysidro Edgeworth

L'inaugurazione delle analisi sul linguaggio morale e sullo statuto logico dei concetti etici, ovvero la metaetica, produce, nei primi decenni del Novecento, un'eclissi delle discussioni sull'etica normativa che coinvolge pure l'utilitarismo; dall'altro lato, il rinnovamento della scienza economica mette in discussione il tentativo di fondare l'economia sul solo principio di utilità (economia). Si è detto che Bentham pensava che l'utilitarismo fosse in grado di favorire una più equa distribuzione delle risorse tra i membri della società, essendo possibile operare un vero e proprio calcolo delle utilità per determinare l'azione che conduce a un più elevato incremento dell'utilità generale. L'utilità era considerata una grandezza oggettiva e misurabile: tale idea, implicando l'assegnazione alle singole utilità di un valore numerico, definiva l'utilità cardinale, ossia un ordinamento non lineare delle singole utilità, ma operato tenendo conto della diversa intensità attraverso cui esse vengono espresse dagli individui.
L'utilità cardinale viene però criticata da economisti quali Francis Ysidro Edgeworth (1845-1926) e Vilfredo Pareto (1848-1923), i quali sostengono che l'utilità è una grandezza soggettiva e psicologica e dunque niente affatto misurabile. Il solo modo per classificare le singole utilità sarebbe perciò quello dell'utilità ordinale. In tal modo le singole utilità vengono classificate in successione una dopo l'altra, indipendentemente dalla loro intensità, semplicemente nell'ordine con cui sono espresse dagli individui.
Queste riserve tuttavia non portano alla scomparsa dell'utilitarismo, bensì alla ricerca di una sua ridefinizione. Molti utilitaristi infatti pensano che l'impianto generale di questa dottrina rimanga valido, essendo semplice e di agevole applicazione. Si tratta insomma solo di aggiornare l'utilitarismo, sia tenendo conto dei risultati cui è giunta la filosofia del linguaggio morale (unitamente però alla consapevolezza che la discussione sulle proprietà logiche dei concetti morali è insufficiente per fondare norme valide per la condotta), sia considerando le profonde trasformazioni sociali, economiche e politiche occorse nei primi decenni del Novecento.
Nell'analisi di Amartya Sen l'utilitarismo è generato dall'unione di tre concetti fondamentali: consequenzialismo (giudizio in base ai risultati prodotti), welfarismo (giudizio in base alle utilità presenti) e classifica per somma (giudizio in base alla somma di utilità/felicità presenti). L'utilitarismo, quindi, giudica in base alla somma complessiva delle utilità prodotte, dove il concetto di "utilità" varia con le diverse interpretazioni dell'utilitarismo stesso.

## Utilitarismo della regola
A questo proposito, l'economista britannico R. Harrod (1900-1978) nel 1936 pubblica un articolo nel quale, benché non utilizzi ancora la terminologia odierna - introdotta da R.B. Brandt in "Ethical Theory", 1959 -  definisce concettualmente l'utilitarismo della regola. Harrod pensa infatti che l'utilitarismo, per sottrarsi alle critiche, debba limitarsi a stabilire quelle norme che, se seguite da tutti, garantirebbero effettivamente la produzione del massimo benessere collettivo. Non sono dunque gli atti che devono produrre benessere, bensì le regole la cui osservazione, se ispirata da un'assoluta imparzialità, conduce a stabilire l'identità tra la ricerca dell'interesse privato e di quello collettivo. L'utilitarismo potrebbe in tal modo assumere un carattere deontologico che ne attenua l'aspetto consequenzialistico. Infatti, sul lungo periodo, l'osservanza di regole generali consolidate (come quelle che vietano la menzogna) produce maggior benessere rispetto al compimento di atti che possono all’inizio apparire più benefici. Per esempio, anche se in un qualche caso mentire si mostra più vantaggioso che dire la verità, quando si considera un numero elevato di casi, ci si rende conto del contrario e si comprende che nessuna società potrebbe reggersi su una consolidata tendenza alla menzogna.

## Utilitarismo dell'atto
All'utilitarismo della regola (o delle regole), si contrappone il cosiddetto utilitarismo dell’atto o degli atti, definito in particolare da John Jamieson Carswell Smart (n. 1920). Secondo Smart l'utilitarismo della regola, dato che ignora il valore delle conseguenze delle nostre azioni personali, non rappresenta l'effettivo modo di agire degli individui. Sono invece gli atti individuali quelli che devono produrre benessere, perché le regole generali risultano astratte se vengono slegate dai singoli atti che le realizzano: l'utilitarismo dell'atto possiede dunque il vantaggio di avere un carattere compiutamente universalistico, tanto che, fornendo una definizione di esso, Smart scrive:
Infine, Smart ribadisce che il valore morale degli atti dipende dalle conseguenze che essi producono.

## Utilitarismo e diritti degli animali
L'utilitarismo è utilizzato da alcuni teorizzatori dei diritti degli animali come Peter Singer, che nel saggio Liberazione animale si oppone allo specismo, inteso come una forma di discriminazione al pari di quelle già note (razzismo, sessismo, etc). Ciò in ragione del fatto che l'oggetto della massimizzazione della felicità sono gli esseri senzienti, i quali non sono rappresentati dai soli umani, ma da tutti gli esseri in grado di provare soggettivamente dolore e piacere, ovvero, stando alle conoscenze scientifiche, da tutti gli animali dotati di sistema nervoso. Rosi Braidotti vede invece negativamente l'approccio utilitarista di ciò che definisce "neoumanesimo postantropocentrico", in quanto, in maniera ipocrita e universalista, estenderebbe verso gli animali i valori dell'umanesimo in un'epoca storica in cui il concetto stesso di umanità è esposto a crisi.
Come già dichiarava Jeremy Bentham nel 1789:
John Stuart Mill affermò al riguardo:

## Riflessione di Hare: l'utilitarismo della preferenza
Con la riflessione di Richard Mervyn Hare (1919-2002) l'utilitarismo contemporaneo tende ad assumere più chiaramente i caratteri di teoria morale complessiva, dotata di un principio di fondazione metaetico e di una dottrina normativa. La necessità di distinguere il significato dei termini morali da quelli non morali e di evitare la fallacia naturalistica denunciata da Moore, conduce Hare a sostenere il non cognitivismo: egli è infatti convinto che le proposizioni dell'etica possiedano un significato peculiare, quello prescrittivo, in quanto forniscono indicazioni per la condotta e si distinguono dalle proposizioni fattuali o scientifiche, le quali invece descrivono uno stato di cose e possono essere falsificate o verificate. Le proposizioni etiche, di contro, non possono essere né vere e né false.
La riflessione morale di Hare, in particolare dagli anni Settanta in poi, si indirizza verso un utilitarismo di tipo peculiare che, nelle sue intenzioni, avrebbe dovuto superare il dualismo tra utilitarismo delle regole e degli atti e dotarsi di un fondamento assoluto e formale definito prescrittivismo universale. Hare, inoltre, accettando un tratto comune a molti filosofi morali analitici, pensa che il principale compito di chi si occupa di etica, sia quello di indicare all'individuo la maniera ottimale di condurre il proprio ragionamento morale, chiarendo il significato e la funzione di termini come "buono", "giusto", "doveroso" ecc. La chiarificazione di questi ultimi consentirà all'individuo una migliore capacità di prendere le proprie decisioni morali.
A questo proposito, nell'opera Il pensiero morale (1981), Hare sostiene che il nostro ragionamento etico ideale si svolge tra due livelli: quello intuitivo e quello critico. Nel primo, ci affidiamo a credenze morali immediate, derivate dagli insegnamenti familiari, dall'educazione e così via e accettate senza alcuna riflessione; nel secondo, ci comportiamo come un individuo sempre perfettamente in grado di sapere qual è l'azione giusta da compiere (Hare lo definisce "arcangelo"). Ora, è evidente che nessuno di noi è così sprovveduto da ragionare sempre a livello intuitivo - come fanno coloro che lui chiama "prolet"- né così perfetto da ragionare sempre come un arcangelo: Hare definisce in tal modo due modelli, aggiungendo che se è normale (e corretto in generale) affidarsi alle credenze morali consolidate, sarebbe bene altresì sviluppare una solida capacità critica in grado in certi casi di farci riflettere su queste stesse credenze ed eventualmente di riconsiderarle.
Peraltro, Hare nota che a livello intuitivo vige l'utilitarismo delle regole, perché gli individui hanno comunque bisogno di norme oggettive da rispettare in ogni caso ("non mentire", "non uccidere") per fidarsi delle proprie intuizioni morali. Di contro, a livello critico, l'”arcangelo” può affidarsi all'utilitarismo degli atti, dato che egli sa sempre, all'istante, qual è l'azione giusta da compiere e non ha bisogno di regole assolute.
A livello normativo, l'utilitarismo deve promuovere la massimizzazione non del piacere o della semplice felicità, bensì delle preferenze razionali del soggetto, operando la somma complessiva delle utilità individuali (si parla in tal caso di un utilitarismo della preferenza). Hare ritiene che le preferenze da massimizzare debbano essere quelle sviluppate indipendentemente dall'identità del soggetto che le esprime, giacché solo in tal modo è garantita l'imparzialità. Pertanto, le mie preferenze morali non devono contare di più perché sono mie, ma solo se sono universalizzabili e se manifestano di produrre effetti benefici maggiori di altre.
Hare inoltre sostiene che le preferenze da privilegiare non sono semplicemente quelle realmente provate dagli individui, ma quelle che essi esprimerebbero se fossero degli autentici pensatori critici, ossia se agissero idealmente sempre come arcangeli (secondo la condizione ideale di piena informazione). Infine, Hare pensa che non vada escluso a priori nessun insieme di preferenze dal novero di quelle da privilegiare, nemmeno quelle dei sadici. Infatti, le normali credenze etiche degli individui, accettate intuitivamente, unitamente a una buona tendenza a ragionare criticamente, se ben consolidate attraverso l'educazione e la pratica, rendono altamente improbabile che vengano privilegiate preferenze come quelle sadiche o malvagie, dato che appare intuitivamente chiaro che una società in cui prevalgono le tendenze sadiche non potrà mai promuovere il benessere dei propri membri.

## Sviluppi contemporanei
Una forma raffinata di utilitarismo della regola o norma è stata elaborata da R. B. Brandt (1910-1997), il quale, in contrasto con il tentativo di fondare l'utilitarismo su presupposti logico-linguistici, sostiene che l'indagine sulla morale può trarre beneficio dalla collaborazione con la psicologia. L'utilitarismo di Brandt viene definito della norma ideale perché, pur conservando un carattere consequenzialista e welfarista, cerca di connettere la valutazione morale di un atto alla rispondenza di quell'atto a regole oggettive universalmente riconosciute, impiegando un significato di "giusto" che non equivale a moralmente degno di lode, bensì a dotato di valore intrinseco. 
Brandt rigetta l'idea di preferenza pienamente informata così come è definita da Hare, sostenendo di contro che vanno privilegiati i desideri che hanno superato l'esame di una sorta di terapia psichica che ne abbia testato la plausibilità. Brandt sottolinea infatti che l'azione si svolge in virtù di due fattori: le conoscenze fattuali (e qui l'autore si distacca dal non cognitivismo perché, nella formazione di un giudizio morale, egli assegna un ruolo alle credenze fattuali) e un desiderio razionale (il quale "è razionale se e solo se non cambia anche dopo che la persona è stata sottoposta a una psicoterapia cognitiva", definendo come razionale una condotta "nel senso che [l'individuo] adotterebbe [quella condotta] se si trovasse in uno stato mentale normale e fosse perfettamente informato - ossia, avesse a sua disposizione e vividamente in mente tutte le rilevanti conoscenze disponibili riguardo a se stesso, il mondo e non stesse compiendo errori logici").
Brandt infatti sostiene che la giustificazione dell'utilitarismo non può fondarsi sull'analisi delle intuizioni linguistiche dei parlanti; un atto, infatti, è morale se razionale, ovvero se risponde a una regola che faccia parte di un codice morale ideale ampiamente accettato dai membri di una società. Tale codice non coincide "in toto" con i vincoli legali e giuridici della società, dato che comprende regole dettate pure dal buon senso; esso inoltre accentua il ruolo degli elementi emotivi e motivazionali nel determinare la nostra condotta (tra cui sensi di colpa verso l'azione immorale propria e altrui e la coscienza che agire correttamente aumenta la stima degli altri verso sé stessi), trascurando il modo con cui noi esprimiamo linguisticamente i nostri giudizi morali. Questo insieme di regole dovrebbe consentire di risolvere le situazioni che implicano conflitti tra i diversi interessi individuali. Tale insieme di regole inoltre dovrebbe: 
- stabilire un insieme di obblighi non assoluti, ma che sarebbe bene in genere seguire (mantenere le promesse, rispettare i genitori ecc.);
- non contenere restrizioni futili né semplici regole prudenziali (ossia che riguardano solo l'interesse dei singoli individui);
- non avere troppe raccomandazioni per evitare confusioni;
- non contenere richieste irrealizzabili o comunque eccessive;
- non concedere troppa discrezione all'individuo nell'applicazione di tali norme.

Brandt aggiunge che queste regole possono essere modificate ma con ponderazione; pertanto, se un atto è coerente con un codice morale che contempla queste norme, esso può essere definito giusto: 

## Utilità e scelta razionale
Un tentativo di applicare l'utilitarismo della regola all'economia si trova nel pensiero di John Harsanyi (1920-2000), la cui riflessione si colloca all'interno della “Teoria della scelta razionale collettiva”, tesa a determinare le condizioni che consentono agli individui di agire in condizioni ottimali per il benessere della società: per Harsanyi solo l'utilitarismo della regola può garantire un sistema equo ed efficace. La teoria della scelta razionale postula il concetto di comportamento razionale, così definito dall'autore:
Per quel che riguarda la scelta delle preferenze da massimizzare, va detto che, a differenza di Hare, Harsanyi ritiene che alcune preferenze vadano escluse a priori dal computo delle preferenze considerate accettabili: vanno infatti lasciate da parte quelle basate su credenze false e quelle fondate su comportamenti antisociali come l'odio, l'invidia, il sadismo ecc., mentre vanno privilegiate preferenze morali. Di conseguenza, accettando la condizione di piena informazione quale vincolo necessario per la scelta razionale, Harsanyi propone l'idealizzazione del criterio di scelta delle preferenze da massimizzare: 
La scelta etica è per Harsanyi una "lotteria" perché condotta in condizioni di incertezza; infatti, secondo il postulato di equiprobabilità, ogni individuo, per essere realmente imparziale, dovrebbe prendere le proprie decisioni immaginando di non sapere in anticipo quale posizione occuperà nella società e quali esigenze svilupperà (recependo, in questo modo, la lezione di John Rawls sul ”velo d’ignoranza”), avendo la medesima probabilità di occupare qualunque posizione. Per esempio, se due individui esprimono una preferenza per un sistema politico A piuttosto che B, tale preferenza è valida se 
Harsanyi propone perciò la costruzione di un modello argomentativo che ipotizza che la società consista di n individui (numerati come 1, 2, …, n), a seconda delle posizioni che essi occuperanno. 
I livelli di utilità che ognuno di questi individui può possedere nelle diverse posizioni sono indicati con i simboli U1, U2, …, Un (questa è la loro funzione di utilità, ossia l'unità di misura delle preferenze personali dell'individuo). L'individuo che esprime la preferenza sarà chiamato i, e dunque 
Inoltre, secondo Harsanyi, le singole utilità individuali sono misurabili aritmeticamente attribuendo a esse un valore matematico e assegnando loro una posizione su un asse cartesiano a partire da un punto zero: questa procedura consente di condurre i confronti interpersonali di utilità (basati sulla nostra capacità immaginativa e sul principio di similarità, ossia sulla convinzione secondo la quale vi è una somiglianza generale tra alcuni dei nostri comportamenti sociali più significativi) e di rilanciare la necessità di un ordinamento cardinale delle utilità, già presente nell'utilitarismo classico. È grazie all'utilità cardinale che i confronti interpersonali di utilità riacquistano senso per la scienza economica; pertanto, ciò che ha valore non è il fatto che certe attività siano scelte, bensì di quanto una sia preferita all'altra: l'ordinamento cardinale, dunque, è vincolante, perché la posizione di ogni utilità espressa non può variare a piacimento, una volta che a essa è stato assegnato un valore e una posizione su un asse cartesiano. Per esempio, non è rilevante solo sapere se un individuo preferisce che nella sua società, nell'ordine, ci siano buoni trasposti pubblici (A), un'equa tassazione (B) e un efficace sistema sanitario (C), ma, al fine di determinare eque scelte sociali ed economiche e stabilire un ordine di priorità tra le preferenze, è fondamentale sapere con quale intensità egli preferisca A, B o C. In seguito, confrontando il valore delle funzioni di utilità espresso dai diversi individui (ovvero l'intensità con cui ogni individuo preferisce uno stato di cose a un altro), è possibile, per il decisore pubblico, attuare delle scelte in linea con l'utilità media (la media aritmetica di tutte le utilità individuali).

## Critiche e obiezioni
Kant mosse la critica fondamentale alle etiche che fondano la norma morale sul desiderio della felicità, affermando che la felicità ognuno se la figura a suo modo e vi tende con mezzi diversi. Negando la possibilità di qualsiasi metafisica, egli negò il fondamento dell'etica su un fine di diritto proprio della natura umana, il quale si può dedurre soltanto da una metafisica dell'uomo.
Uno dei critici contemporanei più incisivi è stato il pensatore inglese Bernard Williams (1929-2003), i cui rilievi sono la base di gran parte delle attuali critiche all'utilitarismo, al consequenzialismo e al welfarismo. Williams ha affermato che l'utilitarismo può autorizzare il compimento degli atti peggiori se viene comunque salvaguardato il benessere degli individui. Per questo le nozioni di "benessere" o di "felicità", lungi dall'essere semplici e chiare, appaiono problematiche e spesso estremamente vaghe. Inoltre, l'utilitarismo non contempla la possibilità di un conflitto tra due istanze morali: infatti, esso sa sempre cosa fare (scegliere l'istanza più benefica) e non si pone il problema della complessa composizione del conflitto morale ma anche della sua vitale importanza per il progresso etico della società. Infine, Williams, accettando un rilievo che viene fatto all'utilitarismo anche dall'economista indiano Amartya Sen (n. 1933), evidenzia come l'utilitarismo tenda a ignorare l'identità degli individui coinvolti, le loro esigenze profonde e la loro integrità, ossia la separatezza delle persone, il fatto che tra di esse ci siano delle differenze. Infine, Williams mette in evidenza come l'utilitarismo non sia in grado di rendere conto del valore degli atti supererogatori.
Lo stesso Sen mette in evidenza come la nozione di preferenza razionale non possa essere il solo criterio per la scelta delle azioni da incentivare: infatti, ogni individuo esprime bisogni ed esigenze in modi diversi, non semplicemente preferendo una cosa a un'altra. Inoltre, l'utilitarismo rischia di essere un sistema etico e politico ingiusto: esso infatti, impiegando come unico criterio di valutazione morale la somma totale delle utilità individuali, privilegia sempre le preferenze degli individui più benestanti. Qui Sen critica soprattutto il presupposto welfarista e quello dell'ordinamento-somma.
Altre critiche sono venute dal comunitarismo, dal neo-contrattualismo, dagli intuizionisti. Implicitamente viene respinto anche dalla Dottrina Sociale Cattolica, che ravvisa nell'utilitarismo una fatale mancanza di solidarietà e una teorizzazione dell'individualismo distruttivo dei diritti umani.